# Патріот (фільм, 1928)
«Патріот» (англ. The Patriot) — чорно-білий німий художній фільм, драма режисера Ернста Любіча, що вийшла в 1928 році. У головних ролях задіяні Еміль Яннінгс, Флоренс Відор і Льюїс Стоун. Екранізація однойменної п'єси Ешлі Дюкс. Фільм не зберігся, цілими залишилися тільки кілька сцен.
Фільм номінувався на п'ять статуеток премії «Оскар» у номінаціях «Найкращий фільм», «Найкраща режисерська робота» (Ернст Любіч), «Найкраща чоловіча роль» (Льюїс Стоун), «Найкращий адаптований сценарій» (Ханс Краля; єдина перемога) і «Найкраща робота художника-постановника».

## Сюжет
Еміль Яннінгс — злісний, грубий, але водночас сміхотворний. Божевільний тиран, що тримає всю Росію в їжакових рукавицях. Флоренс Відор — екзотична придворна красуня…
Продовжуючи лінію, задану такими картинами, як «Кабінет воскових фігур» (1924), Любіч створює монструозний образ Росії як противаги цивілізованій Європі. Пізніше цей прийом буде багаторазово збільшений у картині «Розпутна імператриця» (1934) Джозефа фон Штернберга.

## У ролях
- Еміль Яннінгс — цар Павло I
- Флоренс Відор — графиня Анна Остерман
- Льюїс Стоун — граф Петро Пален
- Вера Вороніна — мадемуазель Лопухіна
- Ніл Хемілтон — кронпринц Олександр
- Гаррі Кордінг — Штефан